# 池田峯雄
池田 峯雄（いけだ みねお、1911年8月30日 - 1998年12月3日）は、日本の農民運動家、政治家。衆議院議員（日本共産党公認、1期）を務めた。日本農民組合 (統一派)中央常任委員及び同常総同盟委員長などを歴任。

## 来歴
茨城県筑波郡作岡村安食（現在のつくば市安食）の小地主の家に生まれる。茨城県立下妻中学校（現在の茨城県立下妻第一高等学校）3年の時に、父の経営する会社が倒産し、新治郡土浦町（現在の土浦市）へ移住。同地の茨城県立土浦中学校（現在の茨城県立土浦第一高等学校）を卒業後、結城郡宗道村（現在の下妻市）で代用教員に就く。この間、土浦中学校同級生の小林孝祐を介して文化サークルに参加、加藤四海ら全日本農民組合連合会（全農）関係者と親交を深めた。
1931年に発生した太田村事件の後全農全会派書記、同青年部長に就任。翌年9月には東茨城郡堅倉村（現在の小美玉市）で小作争議の応援中に検挙、1936年秋まで服役を余儀なくされる。1945年日本共産党へ入党、同党茨城県委員を務める傍ら、1949年の第24回衆議院議員総選挙に旧茨城3区（定数5）から共産党公認候補として立候補し初当選を果たす。同選挙区の当選者の中では最年少であった。続く1952年の第25回衆議院議員総選挙では共産党の前職議員として立候補したが得票数を6割以上減らして落選し、1958年の第29回衆議院議員総選挙から1972年の第29回衆議院議員総選挙までは同党公認候補として5回連続で落選した。ただし、茨城県内の選挙区で国政選挙に当選したのは、2024年時点で1949年衆院選の池田が史上唯一の例となっている。
1998年12月3日、胸膜炎のため茨城県つくば市の病院で死去した。87歳没。

## 著書
- 『茨城農民運動の回顧』筑波書林、1980年。